# سيه دولان (ورغاهان)
سيه دولان (بالفارسية: سیه‌دولان) هي منطقة سكنية تقع في إيران في قسم ورغاهان الریفي. يقدر عدد سكانها بـ 39 نسمة .